# Храм Казанської ікони Божої Матері (Одеса)
Храм Каза́нської іко́ни Бо́жої Ма́тері — православний храм в Одесі, в історичному районі Пересип.

## Історія
Історія храму тісно пов'язана з козацтвом та розвитком передмістя Одеси. У XVIII столітті на Пересипу почалося будівництво козацької церкви. Процес її розбудови тривав протягом XVIII—XX століть, а розвиток парафії можна простежити до 1920 року.
Сучасна кам'яна будівля храму була зведена у 1844—1846 роках за проєктом архітекторів І. С. Козлова та Ф. Й. Моранді. Значних здобутків церква досягла наприкінці XIX — на початку XX століття. Вагому роль у її розвитку відіграли місцеві мешканці та священники, зокрема Ф. Чемена, І. Шрамков, А. Гентус, М. Чередєєв.
У 1888 році при храмі було відкрито однокласну церковно-парафіяльну школу, а в 1897 році утворено парафіяльне піклування.
Історія храму у XX столітті мала кілька періодів:
- Початок XX ст. — період розквіту.
- 1920–1930-ті рр. — репресії з боку радянської влади. У 1936 році храм було закрито, а в його приміщенні розмістили казарму моряків[2].
- Друга світова війна — храм було відкрито, богослужіння відновилися.
- Початок 1960-х рр. — приміщення знову конфіскували. У 1962 році тут розмістили меблевий магазин[2].
- 1991 рік — храм було повернуто вірянам, після чого розпочалася його реконструкція. Були відновлені купол та дзвіниці, а також відновлено богослужіння[1][2].

## Архітектура
Спочатку в церкві було два престоли: головний — на честь Казанської ікони Божої Матері, та другий — в ім'я Трьох Святителів. Наразі діє один престол.